# Woolstaston
Woolstaston è un villaggio e parrocchia civile dell'Inghilterra, appartenente alla contea dello Shropshire.